# Eugenia casearioides
Eugenia casearioides är en myrtenväxtart som först beskrevs av Carl Sigismund Kunth, och fick sitt nu gällande namn av Dc.. Eugenia casearioides ingår i släktet Eugenia och familjen myrtenväxter. Inga underarter finns listade i Catalogue of Life.